# Харченко, Пётр Иванович
Харченко Пётр Иванович (1938—1977) — бригадир горнорабочих очистного забоя шахты «Гуковская» ПО «Гуковуголь», Герой Социалистического Труда.

## Биография
Родился 4 июля 1938 года в городе Кизел ныне Пермского края.
В 1965 году приехал в город Гуково Ростовской области и поступил на шахту «Гуковская» электрослесарем. Окончил вечернюю школу, затем техникум. Став бригадиром, усовершенствовал организацию труда горняков.
Бригада одной из первых в объединении «Гуковуголь» внедрила механизированный комплекс КМ-87. За годы девятой пятилетки (1971—1975 годы) суточная нагрузка на бригаду возросла в четыре раза, производительность труда — почти втрое. Себестоимость одной тонны снизилась с 2,44 рубля до 1,74. Четыре года подряд бригада выдавала по 500 и более тысяч тонн угля. 18 февраля 1975 года коллектив выполнил пятилетнее задание по добыче угля. На-гора было выдано 2181720 тонн угля. А всего за девятую пятилетку добыто 2689962 тонны угля, 461422 из них — сверх плана. Бригада П. И. Харченко — неоднократный победитель Всесоюзного социалистического соревнования. Ей было присвоено имя XXV съезда КПСС. Награждалась призом имени Алексея Стаханова. Коллективу вручено знамя Министерства угольной промышленности СССР и ЦК профсоюза.
Указом Президиума Верховного Совета СССР от 5 марта 1976 года за выдающиеся успехи в выполнении заданий девятого пятилетнего плана и социалистических обязательств по добыче угля, Харченко Петру Ивановичу присвоено звание Героя Социалистического Труда с вручением ордена Ленина и золотой медали «Серп и Молот».
Неоднократно избирался депутатом Ростовского областного и Гуковского городского Совета народных депутатов.
Жил и работал в городе Гуково Ростовской области.
Умер в октябре 1977 года.

## Награды
Награждён орденами Ленина (05.03.1976), «Знак Почёта», медалями, а также бронзовой медалью ВДНХ СССР, знак «Шахтёрская слава» трёх степеней, «Почётный шахтер». Заслуженный шахтёр РСФСР.